# Caloptilia galacotra
Caloptilia galacotra är en fjärilsart som beskrevs av Landry 2006. Caloptilia galacotra ingår i släktet Caloptilia och familjen styltmalar.
Artens utbredningsområde är Ecuador. Inga underarter finns listade i Catalogue of Life.